# Gary Panter
Gary Panter, né le 1er décembre 1950 à Durant, dans l'Oklahoma, est un dessinateur, illustrateur, peintre, designer, et parfois musicien américain.

## Biographie
Il a été étudiant en arts à la East Texas State University. Il est marié à Helene Silverman et habite désormais[Quand ?] à Brooklyn.
Il appartient à la vague post-underground, qui commence avec la fin de la revue Arcade et les débuts de RAW, créé par Art Spiegelman, soit la deuxième génération des comics underground américains. Dans les années 1980, il publie, dans un catalogue de Ralph Records (en), le Rozz Tox Manifesto, un essai séminal où il rejette la figure de la bohème artistique et encourage les artistes à pervertir le capitalisme de l'intérieur.
C'est le créateur du personnage de Jimbo (une bande dessinée « post-nucléaire punk-rock »), qui apparut en 1977 dans le fanzine punk Slash de Los Angeles. Il est considéré comme le père des comics punk[réf. nécessaire] et a réalisé de nombreuses affiches de concerts (comme celle de The Screamers, reprise sur les compilations Kill By death et un peu partout[évasif]) et des pochettes de disques (pour Frank Zappa, Ralph Records, les Red Hot Chili Peppers , etc.)
Il a publié dans des journaux comme RAW, Time, Rolling Stone, The Entertainment Weekly, The New Yorker, a créé la série en ligne Pink Donkey pour le Cartoon Network. En 2008, PictureBox Inc., maison d'édition de Brooklyn a présenté une importante monographie de Panter. En France, ses dessins ont notamment été publiés dans les revues des éditions Le Dernier Cri et deux livres sont sortis chez United Dead Artists en 2011.
Il est exposé dans le monde entier et a reçu des récompenses pour son travail, notamment trois Emmy awards pour les décors de l'émission Pee-Wee's Playhouse, le Chrysler Design Award en 2000. Avec Will Eisner, Jack Kirby, Harvey Kurtzman, Robert Crumb et Chris Ware, il était représenté dans l'exposition itinérante Masters of American Comics (« les maîtres de la bande dessinée américaine ») qui a été présentée à Los Angeles, Milwaukee et New York entre 2005 et 2007. En France, le Magasin-Centre National D'art Contemporain de Grenoble a présenté une petite exposition Gary Panter du 28 mai au 10 septembre 2000 (Commissaire : Bruno Richard). Panter a aussi produit des « light-shows psychédéliques » pour le Hirschhorn Museum de Washington et les New York’s Anthology Film Archives.

## Œuvres

### Expositions françaises
- 2011 : Galerie Martel, Paris, du 29 avril au 4 juin 2011[4]
- 2000 : Le Magasin -Centre National D'art Contemporain de Grenoble, du 28 mai au 10 septembre 2000

### Discographie

#### Personnelle
- 1981 : Tornader To The Tater, 45 tours, Index Records LTD.
- 1983 : Pray For Smurph, 33 tours, Overheat Records

### Œuvres publiées

#### Personnelle
- 1977 : Hup
- 1979 : The Asshole
- 1979 : Okupant X, Diana's Bimonthly Press
- 1982 : Jimbo: A Raw One-Shot, Raw Books and Graphics
- 1983 : Gary Panter drawings, CBO, Paris
- 1984 : Invasion of the Elvis Zombies, Raw Books and Graphics, New York, 1984 / Arrebato Editorial, 1984,  (ISBN 0915043017)
- 1985 :Golden Hell, L'A.P.A.A.R, Paris
- 1986 : Roadkill, Carnage Press, Northampton
- 1988 : Jimbo: Adventures in Paradise, Pantheon, New York,  (ISBN 0394756398)
- 1988 : Gary Panter drawings, L'A.P.A.A.R, Paris
- 1990 : Kaktus Valley, de Mark Beyer, Ric Heitzman, Patrick McDonnell, Mark Newgarden, Gary Panter, David Sandlin, Wayne White, Fantagraphics
- 1992 : Dal Tokyo, Sketch Studio, Paris
- 1995 à 1997 : Jimbo, numéros 1 à 7, Zongo Comics
- 1997 : Avec Charles Burns, Facetasm, San Francisco,  (ISBN 1889539058)
- 1998 : Burning Monster, Le Dernier Cri, Marseille
- 2001 : Go Naked #2, Last Gasp of San Francisco,  (ISBN 0867192550)
- 2001 : Cola Madness, Funny Garbage Press, New York,  (ISBN 097016260X) et PictureBox Inc
- 2003 : Jimbo's Inferno, Fantagraphics, Seattle,  (ISBN 1560976918)
- 2004 : Drawings by Gary Panter, PLYWOOD PRESS
- 2004 : Jimbo in Purgatory, Seattle,  (ISBN 1560975725)
- 2005 : Satiro-Plastic: The Sketchbook of Gary Panter, Drawn and Quarterly, Montréal,  (ISBN 1896597866)
- 2007 : Hey Dork!, Drawn and Quarterly, Montréal,  (ISBN 1894937880)
- 2008 : Gary Panter, PictureBox Inc, New York,  (ISBN 0979415314)
- 2011 : The Land unknown, United Dead Artists
- 2011 : The Wrong Box, United Dead Artists
- 2012 : Dal Tokyo, Fantagraphics Books, Seattle, 220 p.,  (ISBN 978-1-56097-886-2)
- ? : Eyesore: Sketchbook drawings 1983-1988, Gary Panter
- Il a participé aux tomes 5 (2004) et 8 (2012) des albums collectifs Kramers Ergot.